# Поспешный (фрегат, 1779)
«Поспешный» («Девятый») — парусный 44-пушечный фрегат Азовского, а затем Черноморского флота Российской империи.

## Описание судна
Парусный деревянный фрегат. Длина фрегата по сведениям из различных источников составляла 39 метров, ширина от 10,2 до 10,5 метра, а осадка от 3,6 метра. Вооружение судна состояло из 28-ми 12-фунтовых, двенадцати 6-фунтовых и четырёх 3-фунтовых орудий.

## История службы
Фрегат был заложен на Новохоперской верфи 13 сентября 1778 года и после спуска на воду в 15 апреля 1779 года вошел в состав Азовского флота под именем «Девятый». Строительство вёл корабельный мастер С. И. Афанасьев.
Весной 1782 года был на камелях переведён через бар Дона и направлен в Таганрог. В сентябре 1782 года переведен в Керчь.
В 1783 году был включен эскадру вице-адмирала Ф. А. Клокачева, в составе которой 26 апреля вышел из Керчи и ко 2 мая пришёл в Ахтиарскую бухту. 18 мая 1783 года фрегат был переименован в «Поспешный». В том же году включен в состав Черноморского флота России.
5 июня выходил в крейсерство к берегам Крыма, а на зимовку вернулся в Ахтиарскую бухту.
В 1785 года выходил в практическое плавание в Чёрное море в составе эскадры. С 1786 года был признан «негодным к плаванию» и находился в Севастополе.
Во время русско-турецкой войны с августа 1787 года использовался в качестве батареи у входа в Севастопольскую бухту.
После 1790 года фрегат «Поспешный» был разобран.

## Командиры фрегата
Командирами судна в разное время служили:
- Я. Н. Курганов (1782 год).
- И. С. Кусаков (1783—1785 годы).
- Ф. Я. Прокофьев (1787 год).
- Д. И. Рачинский (1788 год).